# Гленв'ю-Манор (Кентуккі)
Гленв'ю-Манор (англ. Glenview Manor) — місто (англ. city) в США, в окрузі Джефферсон штату Кентуккі. Населення — 206 осіб (2020).

## Географія
Гленв'ю-Манор розташований за координатами 38°17′27″ пн. ш. 85°38′0″ зх. д. / 38.29083° пн. ш. 85.63333° зх. д. (38.290719, -85.633199).  За даними Бюро перепису населення США в 2010 році місто мало площу 0,22 км², уся площа — суходіл.

## Демографія
Згідно з переписом 2010 року, у місті мешкала 191 особа в 73 домогосподарствах у складі 54 родин. Густота населення становила 860 осіб/км².  Було 76 помешкань (342/км²).
Расовий склад населення:
| - 100,0 % — білих |

До двох чи більше рас належало 0,0 %. Частка іспаномовних становила 1,0 % від усіх жителів.
За віковим діапазоном населення розподілялося таким чином: 27,7 % — особи молодші 18 років, 49,3 % — особи у віці 18—64 років, 23,0 % — особи у віці 65 років та старші. Медіана віку мешканця становила 46,2 року. На 100 осіб жіночої статі у місті припадало 91,0 чоловіків;  на 100 жінок у віці від 18 років та старших — 86,5 чоловіків також старших 18 років.
Середній дохід на одне домашнє господарство  становив 136 823 долари США (медіана — 70 417), а середній дохід на одну сім'ю — 174 315 доларів (медіана — 106 875). За межею бідності перебувало 8,0 % осіб, у тому числі 0,0 % дітей у віці до 18 років та 5,8 % осіб у віці 65 років та старших.
Цивільне працевлаштоване населення становило 85 осіб. Основні галузі зайнятості: освіта, охорона здоров'я та соціальна допомога — 30,6 %, роздрібна торгівля — 12,9 %, фінанси, страхування та нерухомість — 11,8 %.